# Ophelia rathkei
Ophelia rathkei är en ringmaskart som beskrevs av McIntosh 1908. Ophelia rathkei ingår i släktet Ophelia och familjen Opheliidae. Arten är reproducerande i Sverige. Inga underarter finns listade i Catalogue of Life.